# Erkki Kataja
Erkki Olavi Kataja (Kuusankoski, 19 giugno 1924 – Kuusankoski, 27 aprile 1969) è stato un astista finlandese.
Nel 1948 fu medaglia d'argento ai Giochi olimpici di Londra. Tornò alle olimpiadi nel 1952, quando arrivò decimo ai Giochi di Helsinki.

## Palmarès
| Anno | Manifestazione  | Sede     | Evento           | Risultato | Prestazione | Note |
| ---- | --------------- | -------- | ---------------- | --------- | ----------- | ---- |
| 1948 | Giochi olimpici | Londra   | Salto con l'asta | Argento   | 4,20 m      |      |
| 1952 | Giochi olimpici | Helsinki | Salto con l'asta | 10ª       | 4,10 m      |      |